# Issoria interligata
Issoria interligata är en fjärilsart som beskrevs av Cabeau 1919. Issoria interligata ingår i släktet Issoria och familjen praktfjärilar. Inga underarter finns listade i Catalogue of Life.